# Jean Jaurès
Jean Louis Jaurès [žán lui žorés] (3. září 1859 Castres, departement Tarn v jižní Francii – 31. července 1914 Paříž) byl francouzský filosof, historik a politik, reformní socialista a odpůrce války. Kvůli tomu byl těsně před vypuknutím první světové války zavražděn. Patří mezi zakladatele francouzské sociální demokracie.

## Život a působení

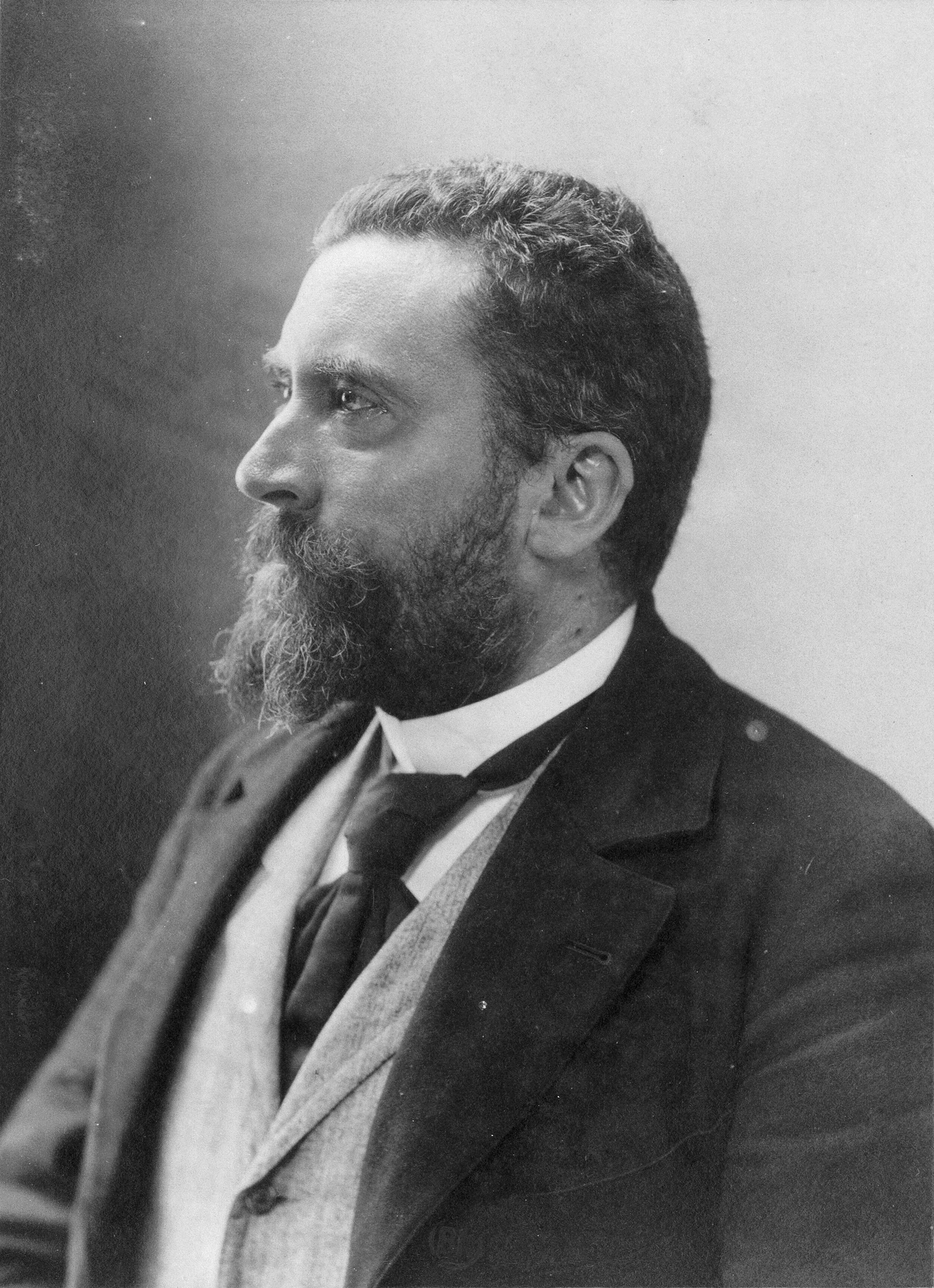
Jean Jaurès (1898)

Pocházel z měšťanské republikánské rodiny a mezi jeho příbuznými byli dva admirálové. Byl skvělým studentem a v roce 1878 byl mezi přijatými na prestižní École normale supérieure první před H. Bergsonem. V roce 1881 získal učitelskou aprobaci (licenciat), učil na gymnáziu v Albi a roku 1883 se stal v Toulouse docentem filosofie. V roce 1885 byl poprvé zvolen do parlamentu jako republikán, po skončení mandátu se vrátil ke svému učitelskému povolání. Roku 1891 promoval ve filosofii latinskou prací „První kořeny německého socialismu u Luthera, Kanta, Fichta a Hegela“. Angažoval se v místní politice a roku 1892 se zastal stávkujících horníků v Carnaux, proti nimž bylo nasazeno 1500 vojáků. Vláda, která měla rozhodnout, zda majitel dolu smí propustit jejich předáka, se pod tlakem veřejnosti přiklonila také na stranu stávkujících a majitel dolů markýz de Solages se vzdal svého poslaneckého mandátu. Na jeho místo byl zvolen právě Jaurès, který se mezitím přiklonil k reformnímu socialismu.
V letech 1893-1914 byl pak (s jedním přerušením) levicovým poslancem parlamentu. Osvědčil se jako vynikající řečník a zasazoval se za revizi Dreyfusova procesu. Roku 1902 byl mezi zakladateli Francouzské socialistické strany a spolu s Aristide Briandem založil noviny L'Humanité, které redigoval a které vycházejí dodnes. 1905 patřil k zakladatelům francouzské sekce dělnické internacionály, jejímž se stal předsedou. Jako zásadní stoupenec lidských práv a svobod odmítal revoluční marxismus a dostal se tak do konfliktu s radikály. Jako přesvědčený demokrat a pacifista se stavěl proti kolonialismu a válce a naléhal na vládu, aby se snažila s Německem dohodnout. Vysloužil si tak nenávist nacionalistů a jeden z nich, student R. Villain, ho 31. července 1914 v pařížské kavárně zavraždil.
Po válce v roce 1919 porotní soud vraha osvobodil (navíc měla vdova zaplatit soudní výlohy), ale už roku 1924 byly Jaurèsovy ostatky přeneseny do Pantheonu a pod dojmem válečných útrap po něm řada francouzských měst pojmenovala ulice, stejně jako Berlín a Vídeň. Jmenují se po něm stanice metra v Paříži i v dalších městech a nadace Francouzské socialistické strany.

## Dílo

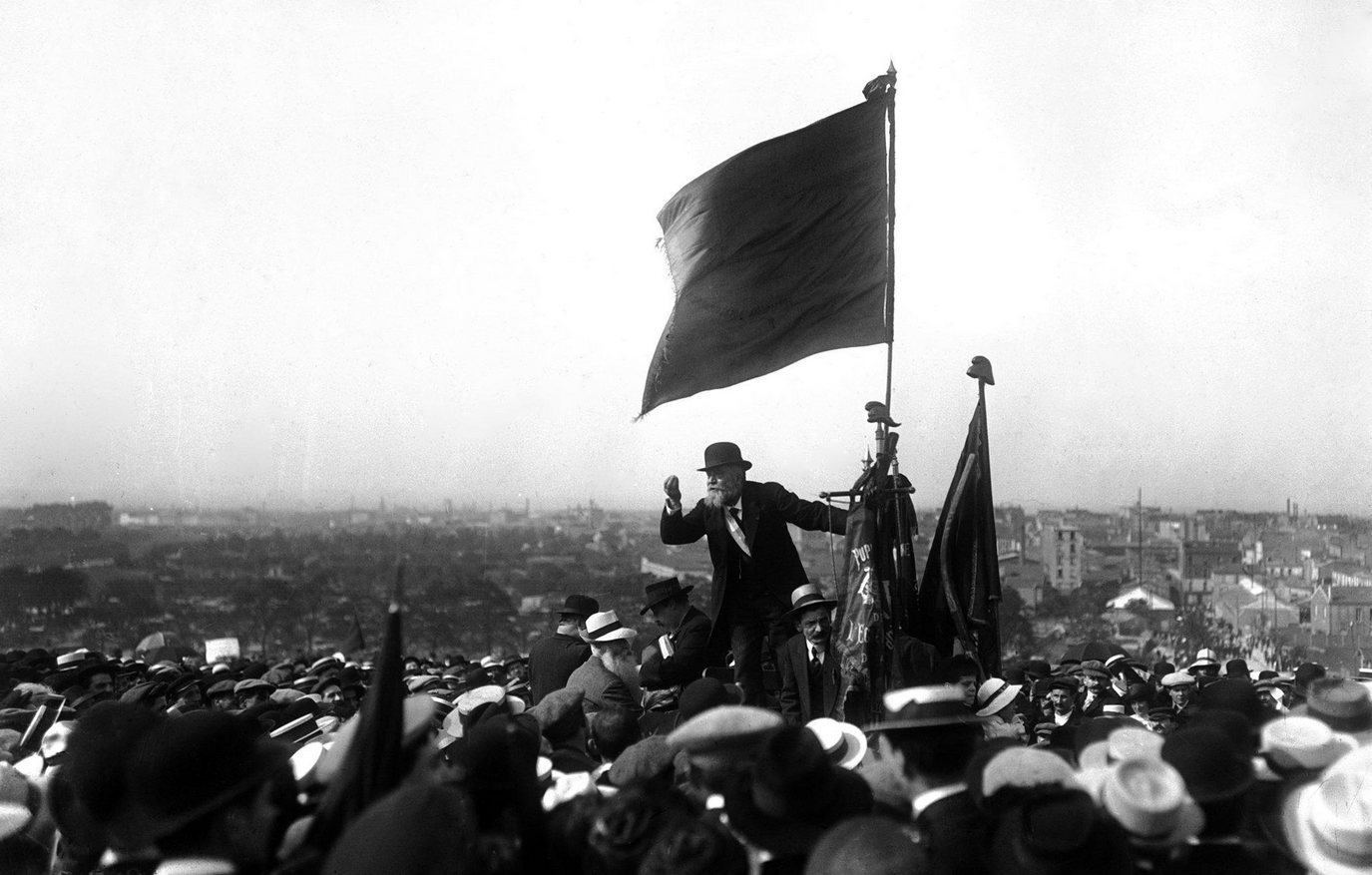
Jean Jaurès (1913)

- Histoire socialiste de la Révolution francaise („Socialistické dějiny francouzské revoluce“), tři svazky, 1898-1902
- L'armée nouvelle („Nová armáda“), 1910
- Contre la guerre et la politique colonialiste („Proti válce a kolonialistické politice“)

| „             | Věrnost tradici znamená být věrný jejímu ohni, ne popelu. | “ |
| — Jean Jaurès |                                                           |   |